# Conan il guerriero
Conan il guerriero (Conan the Warrior) è una raccolta di tre racconti heroic fantasy scritti da Robert E. Howard (e accompagnati da paratesti di L. Sprague de Camp) con protagonista Conan il barbaro, personaggio creato da Howard.
È il settimo tomo di una serie di dodici volumi dedicata al personaggio.

## Storia editoriale
Il personaggio di Conan era stato creato da Robert Howard nel 1932 e fu protagonista di diversi romanzi e racconti pubblicati sulla rivista Weird Tales fino alla morte dello scrittore nel 1936. Circa vent'anni dopo la casa editrice Gnome Press acquisì i diritti per ristampare in volume il ciclo di Conan e affidò la curatela del progetto al romanziere L. Sprague de Camp, importante autore della rivista Unknown concorrente di Weird Tales; egli decise di organizzare i testi di Howard secondo una cronologia interna da lui ipotizzata (laddove Howard li aveva composti in ordine anacronico) e aggiunse ai cinque volumi di materiali "canonici" due tomi di testi "apocrifi", composti di suo pugno o dal collaboratore Björn Nyberg. Circa dieci anni dopo i diritti passarono da Gnome Press a Lancer Books e il nuovo editore incaricò de Camp e il suo collaboratore Lin Carter di espandere ulteriormente la serie, allestendo così una nuova edizione in dodici volumi.
Il settimo volume Conan the Warrior fu pubblicato in brossura da Lancer Books nel 1967 ed è stato tradotto in giapponese, tedesco, francese, polacco, spagnolo, svedese e italiano.
La prima edizione italiana di Conan il guerriero è stata pubblicata da Editrice Nord nel 1981 entro la Fantacollana, collana nella quale venne tradotta l'intera serie Lancer/Ace (seppur in ordine sfasato rispetto alla cronologia interna); il romanzo è stato riproposto dallo stesso editore entro il volume omnibus di grande formato Il Regno di Conan il Grande della linea Grandi Opere Nord nel 1989, e poi nell'omnibus in brossura tascabile Il Regno di Conan della linea Tascabili Super Omnibus nel 1994.

## Contenuti
Il volume comprende due romanzi brevi e un racconto "canonici" di Howard. Assieme al romanzo Conan il conquistatore, è l'unico volume della serie a non includere materiali aggiuntivi composti da de Camp o dai suoi collaboratori.
- Introduzione di L. Sprague de Camp.
- Chiodi rossi (Red Nails), serializzato in tre puntate in Weird Tales luglio, agosto-settembre e ottobre 1936. Scritto da Robert E. Howard.
- "I gioielli di Gwahlur" ("Jewels of Gwahlur", titolo originale "The Servants of Bit-Yakin"), Weird Tales marzo 1935. Scritto da Robert E. Howard.
- Oltre il Fiume Nero (Beyond the Black River), serializzato in due puntate in Weird Tales maggio e giugno 1935. Scritto da Robert E. Howard.

## Trama
Nelle tre storie di questo volume Conan è ormai quarantenne e un avventuriero affermato, pratico di tutte le regioni e culture del mondo. Inizialmente egli si trova per la quarta volta nei Regni Neri del Sud e visita la leggendaria città-stato di Xuchotl, stretta da anni in una brutale guerra civile, dopodiché si mette alla ricerca del leggendario tesoro del regno di Alkmeenon; in seguito si reca nel regno di Aquilonia e ne serve l'esercito durante una spedizione coloniale nelle impenetrabili foreste dei Pitti, all'estremo Nord-Ovest del mondo conosciuto.